# Heviel Cordovés
Heviel Cordovés González est un footballeur cubain, né le 10 novembre 1989 dans le quartier de Arroyo Naranjo de La Havane. Il évoluait au poste d'attaquant.

## Biographie
International cubain, Cordovés prend part aux éliminatoires de la Coupe du monde 2010. Avec l'équipe olympique, il dispute les Jeux panaméricains de 2011, suivis du tournoi pré-olympique de la CONCACAF, qualificatif aux JO 2012.
Le 11 octobre 2012, avec deux de ses coéquipiers, il fait défection et abandonne son équipe et son pays à la veille d'un match contre le Canada à Toronto. Fin novembre, les trois hommes réalisent un essai avec le Charleston Battery et sont confirmés pour la reprise en janvier 2013.
Il poursuit sa carrière en 2018 au Richmond Kickers, puis en 2019 au Memphis 901 FC. C'est au sein de ce dernier club qu'il annonce la fin de sa carrière de joueur.